# Nekropole von Boixe

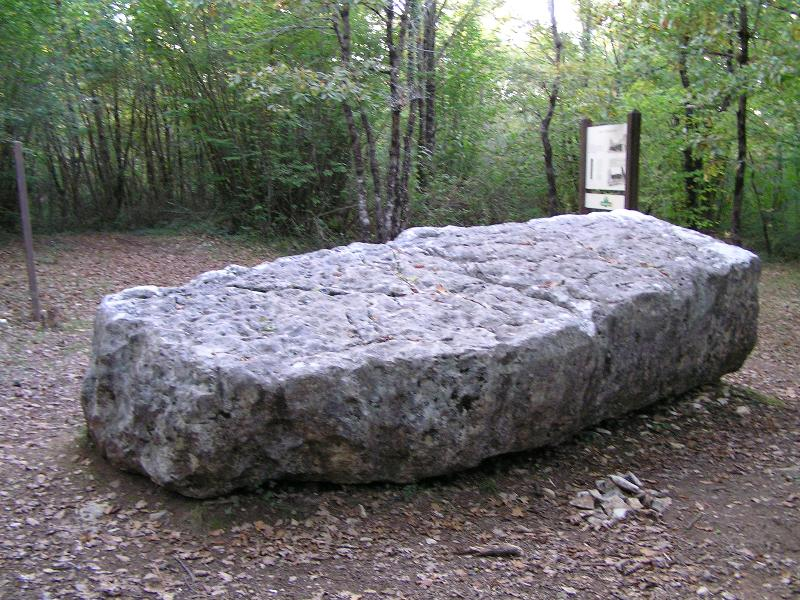
Sogenannter Opferstein (Pierre à sacrifice)

Die Nekropole von Boixe, (auch als Dolmen und Tumulus von Boixe) bekannt, ist eine Nekropole der Jungsteinzeit an der Combe-du-Rut, im Herzen des Waldes von Boixe. Der Wald liegt nördlich der Stadt Angoulême im französischen Département Charente. Die Nekropole und der sogenannte Opferstein (Pierre à sacrifice) sind als Monuments historiques anerkannt.

## Lage
Die beiden besser erhaltenen bzw. restaurierten aus einer Reihe von einst 15 im 19. Jahrhundert ausgegangenen Anlagen befinden sich etwa 200 m voneinander entfernt auf dem Gebiet der Gemeinden Vervant (der Tumulus) und Cellettes (der „Opferstein“). Sie stammen wahrscheinlich aus dem 4. Jahrtausend v. Chr.

## Pierre à sacrifice (Pierre du sacrifice)
Der augenscheinlich auf allen Seiten bearbeitete Pierre à sacrifice ist der sichtbare Teil eines Dolmens  (45° 50′ 40″ N, 0° 8′ 57″ O) und besteht nur aus einer Platte mit der Gravur eines Krummstabes. Der Dolmen mit einer quadratischen Grabkammer von etwa 3,3 m Seitenlänge ist zerstört, der Stein mit der Skulptur wurde auf einem Bauernhof in Vervant als Rand eines Brunnens verbaut.

## Tumulus
Die größeren Steine des Tumulus (45° 50′ 34″ N, 0° 8′ 56″ O) waren intakt, aber die Außenwand, die Decke und der Gang sind mit Kalksteinplatten ergänzt worden. Die Anlage besteht aus der Hauptkammer und einer kleinen Seitenkammer. Der Gang verläuft schräg zur Kammer. Die Anlage enthält alte Ritzungen auf einer Innenwand; die Darstellung einer Axt und die Kalotte am Eingang zur Nebenkammer sind dagegen neu.

Nekropole von Boixe
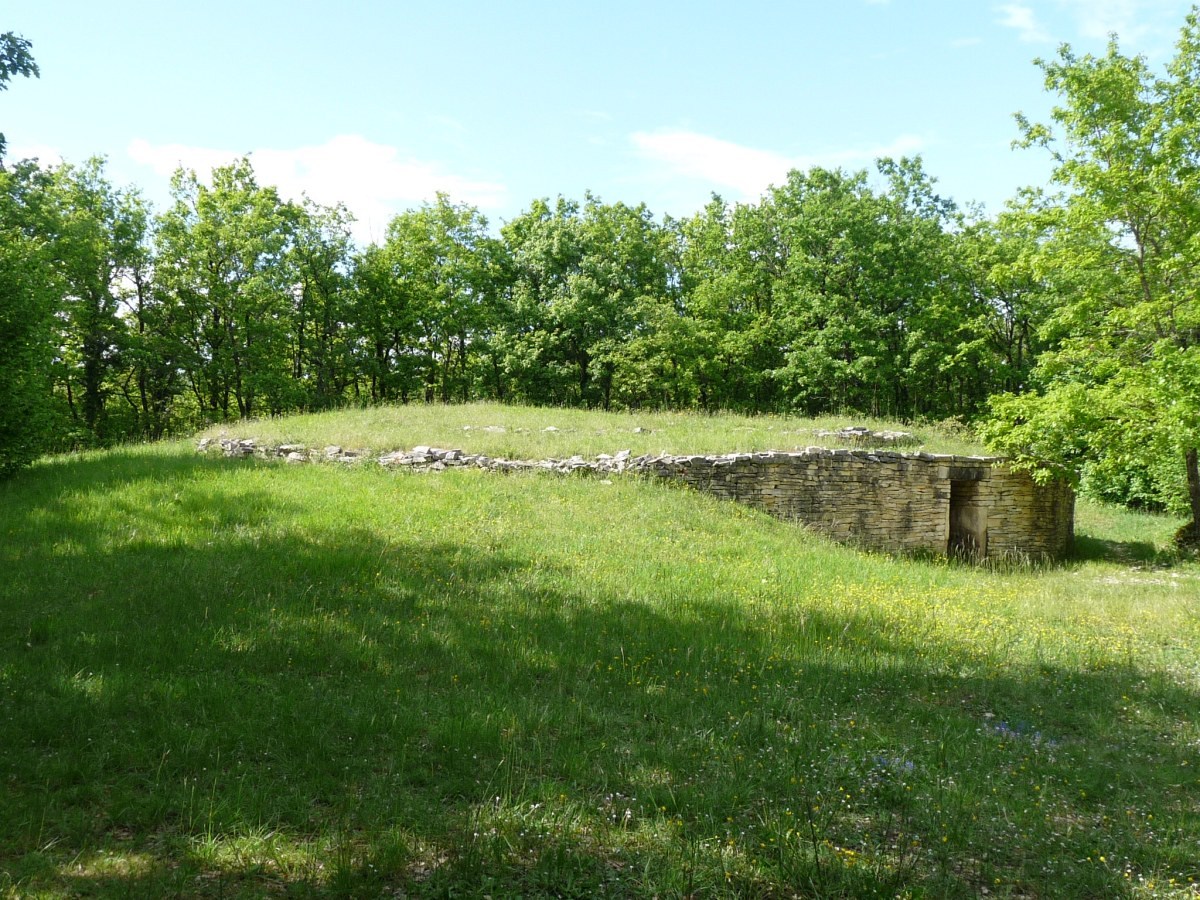
Der Tumulus
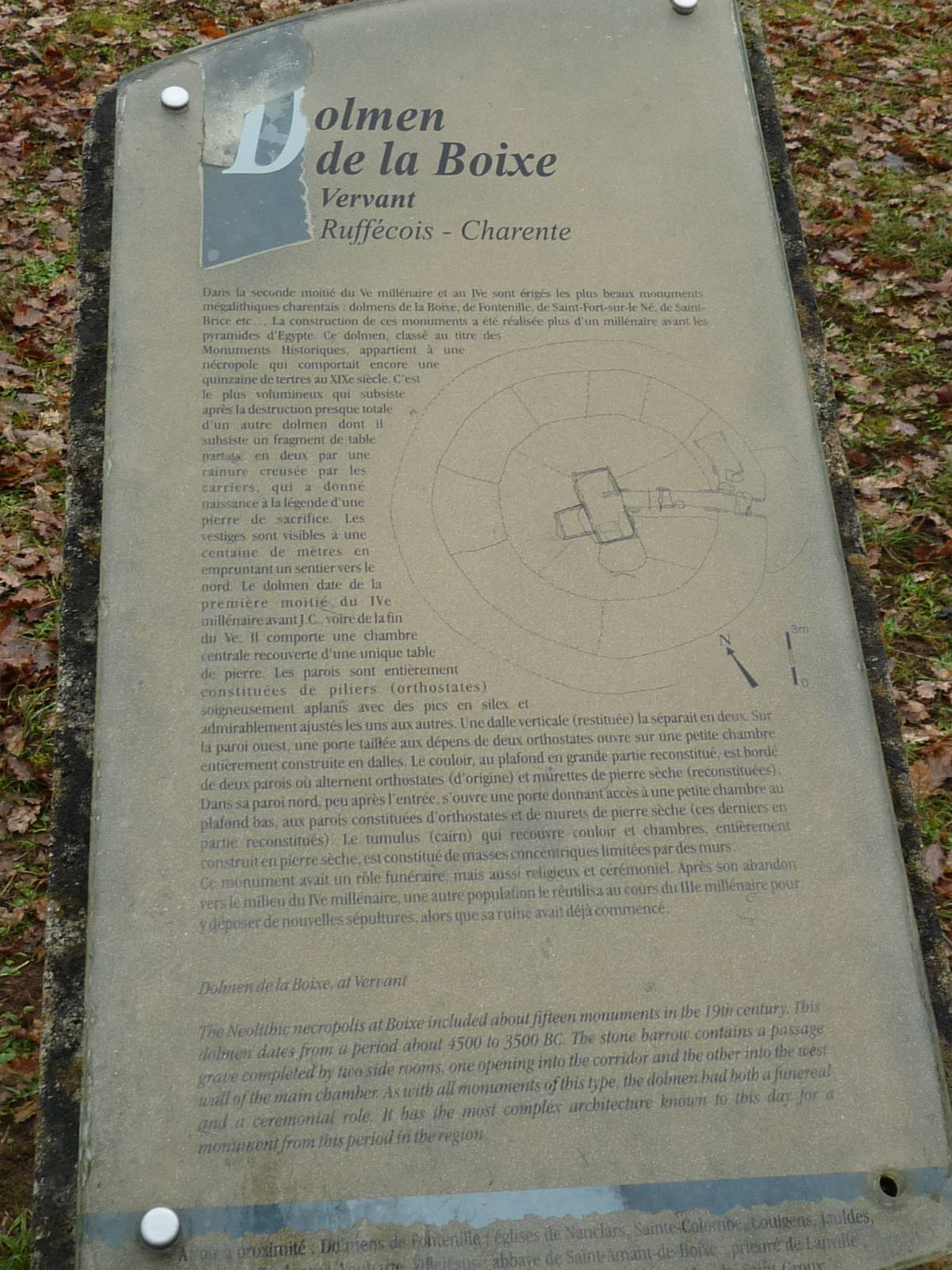
Hinweistafel
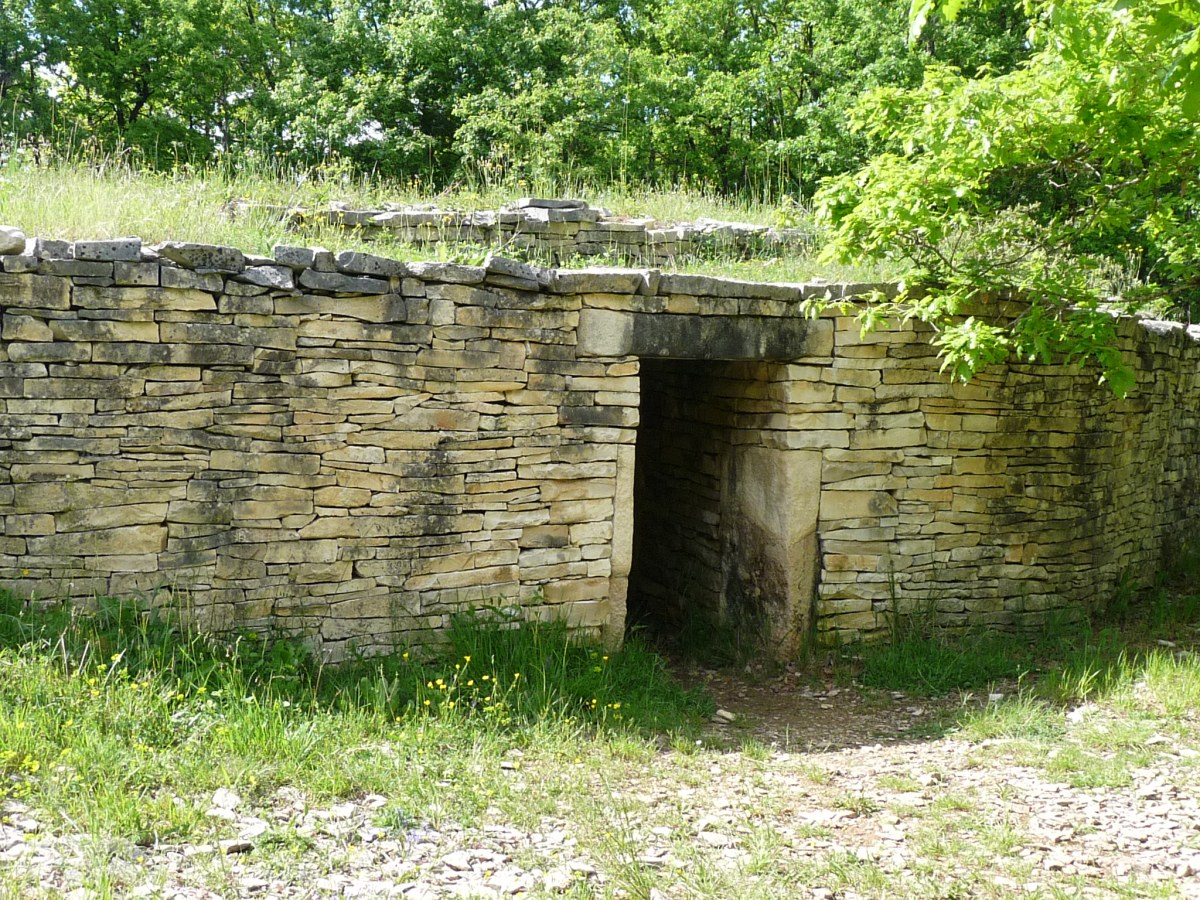
Eingang
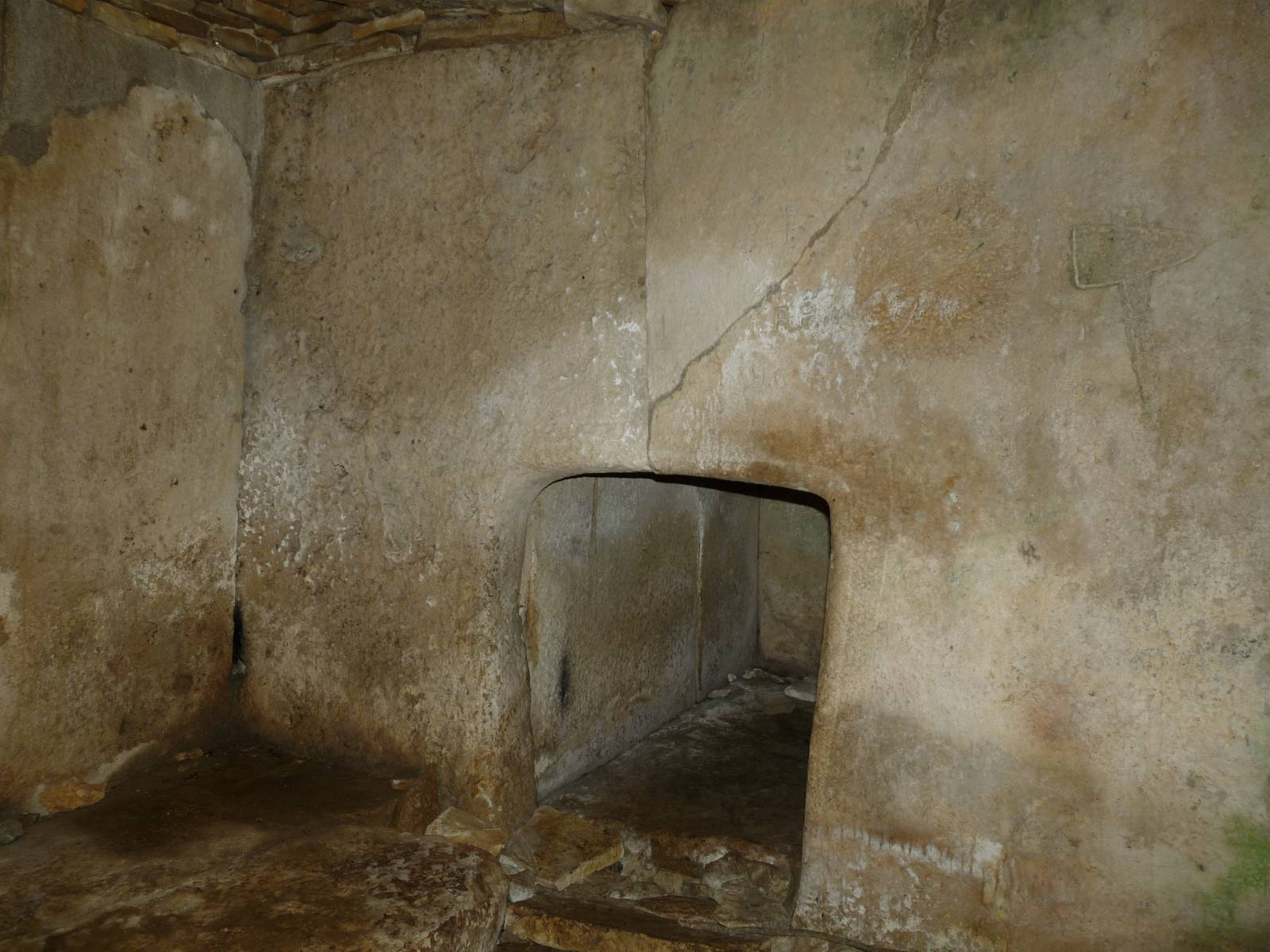
Blick in die Seitenkammer
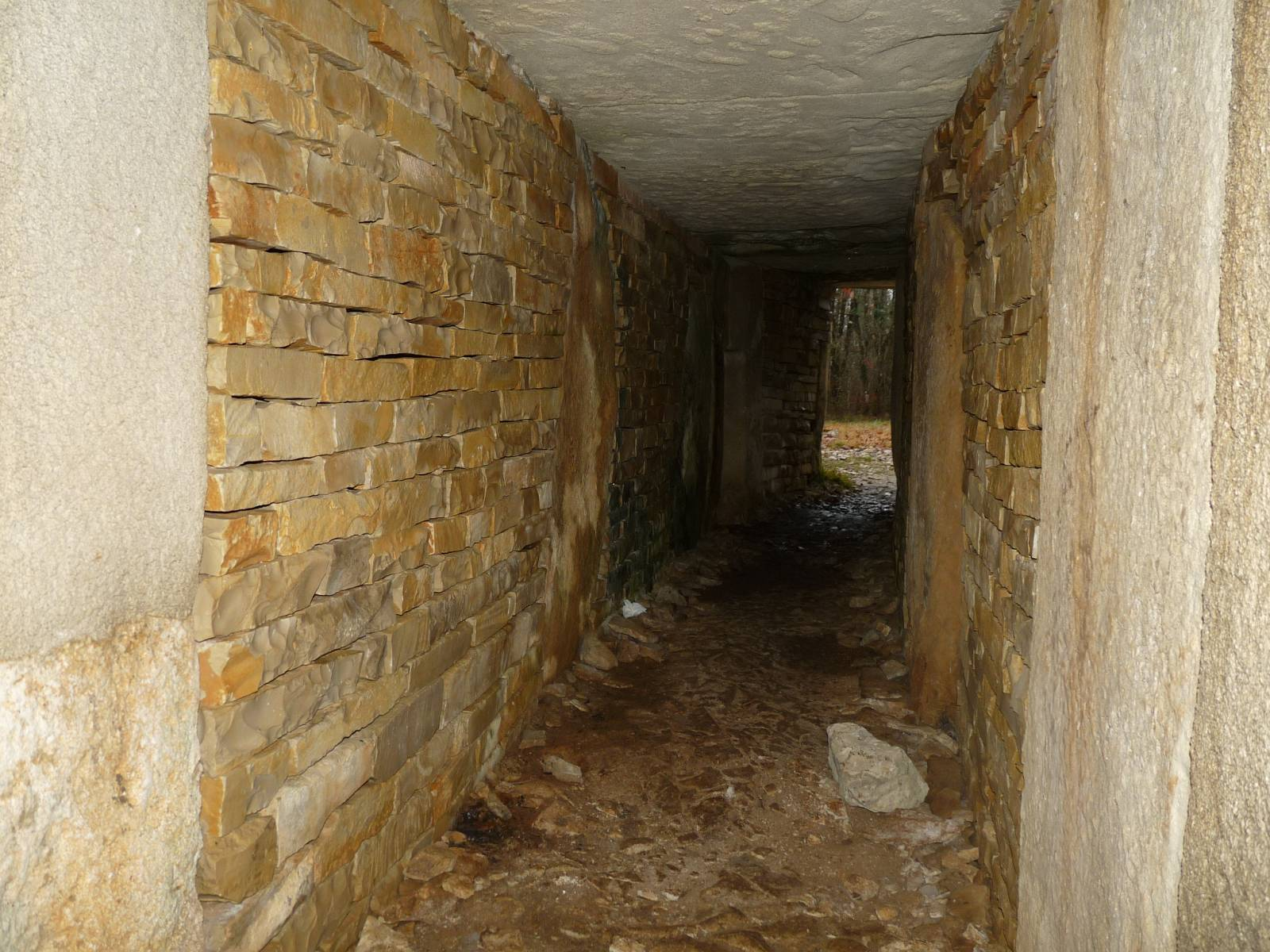
Gang (nach außen)
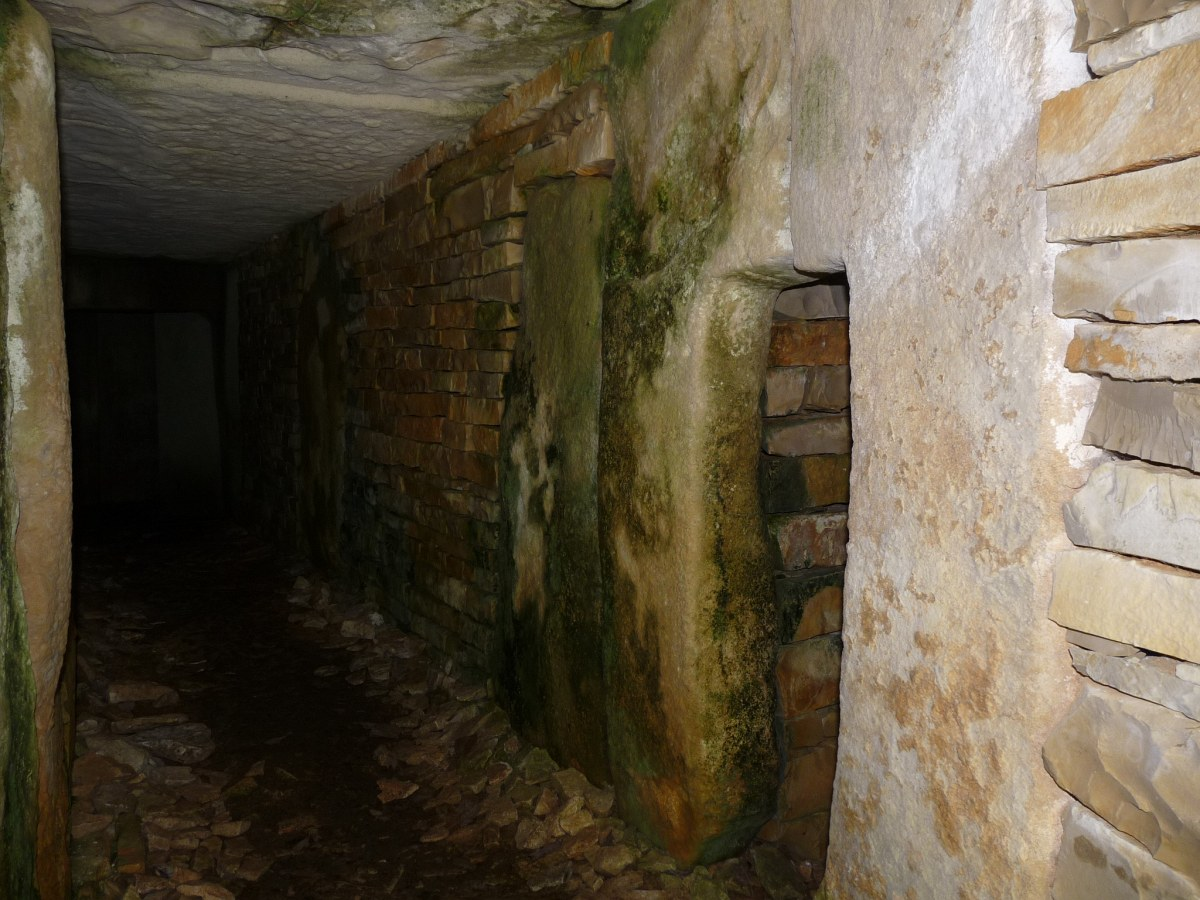
Ende des Ganges